# Liste des villes du Sud-Kivu
Article principal : province du Sud-Kivu en République démocratique du Congo

Au sens légal en vigueur en RDC, 
Sud-Kivu comporte quatre villes:

## les villes du sud-kivu
- Baraka
- Bukavu
- Uvira    province
- Kamituga

## Les territoires du Sud-Kivu
- Fizi
- Idjwi
- Kabare
- Kalehe
- Mwenga
- Shabunda
- Uvira
- Walungu

## Autres localités du Sud-Kivu
- Katana
- Lwiro
- Kaziba
- Kazimiya
- Lemera
- Lulimba
- Nundu
- Nyangezi
- Kamituga
- Lubarika
- Kaberagule
- Kiryama
- Ndunda
- Rusabagi
- Sasira
- Nyango
- Kigurwe
- Kimuka